# Useless
Ne doit pas être confondu avec Useless (film), Useless Loop ou Useless Harbour.
Pour les articles homonymes, voir Useless (homonymie).
Singles de Depeche Mode
Home
(1997) Only When I Lose Myself
(1998)
Pistes de Ultra
Uselink
(5) Sister of Night
(7)
Useless est une chanson du groupe britannique Depeche Mode. Elle apparait sur l'album Ultra sorti en 1997, et est également sorti en tant que trente-quatrième single du groupe le 20 octobre 1997. Il est sorti avec Home en double face A aux États-Unis du fait que Useless passait sur les stations de radio américaines avant que Home ne soit annoncé. Par contre, il n'est pas sorti en France.
Useless est un morceau dans la lignée de Barrel of a Gun avec une sonorité plus pop. Le single remixé par Alan Moulder, modifie l'intro et a une rythmique retravaillée (similaires aux modifications apportées aux versions singles de Walking in My Shoes et Condemnation) et ajoute quelques synthés en plus pendant le refrain. Dans la version américaine du single, le single remix est remplacé par le CJ Bolland Ultrasonar Edit.
Il n'y a pas de face B pour Useless, sauf des remixes et des versions live de la chanson. Certaines versions du single en format CD présente les vidéos de Barrel of a Gun et It's No Good, accessible lorsque l'on insère le CD dans l'ordinateur.
Le clip de Useless, fait en 1997, est le dernier clip du groupe réalisé par Anton Corbijn pendant plus de huit ans. Bien qu'il continue à travailler sur les pochettes d'albums et de singles ainsi que sur les prestations scéniques de Depeche Mode, le groupe a décidé d'essayer de confier la réalisation de ses clips à d'autres réalisateurs. La collaboration suivante entre le groupe et Corbijn a été le clip de Suffer Well.
Depeche Mode a autorisé la marque de lingerie Victoria's Secret a utiliser le remix de Kruder & Dorfmeister pour leur campagne publicitaire Natural Miracle Bra. Cette campagne a été diffusée à la télévision américaine pendant plusieurs semaines.

## Liste des chansons
| Vinyle 12"Mute / 12Bong28 : 1. Useless (The Kruder + Dorfmeister Session) (9:10) 2. Useless (CJ Bolland Funky Sub Mix) (5:38) 3. Useless (Air 20 Mix) (7:56) (remixé par Carl Craig) CDMute / CDBong28 : 1. Useless (Remix) (4:53) (remixé par Alan Moulder) 2. Useless (Escape from Wherever: Parts 1 & 2) (7:17) (remixé par Barry Adamson) 3. Useless (Cosmic Blues Mix) (6:57) - Inclus en bonus le clip de Barrel of a Gun. CDMute / LCDBong28 : 1. Useless (CJ Bolland Ultrasonar Mix) (6:03) 2. Useless (The Kruder + Dorfmeister Session) (9:10) 3. Useless (Live) (5:21) - Inclus en bonus le clip de It's No Good. Promo 12"Mute / P12Bong28 : 1. Useless (CJ Bolland Funky Sub Mix) (5:38) 2. Useless (The Kruder + Dorfmeister Session) (9:10) Radio Promo CDMute / RCDBong28 : 1. Useless (Remix) (4:53) (remixed by Alan Moulder) 2. Useless (Escape from Wherever: Parts 1 & 2) (7:17) (remixed by Barry Adamson) 3. Useless (Cosmic Blues Mix) (6:57) | CDMute / CDBong28X (EU): 1. Useless (Remix) (4:55) 2. Useless (Escape from Wherever: Parts 1 & 2) (7:17) 3. Useless (Cosmic Blues Mix) (6:57) 4. Useless (CJ Bolland Ultrasonar Mix) (6:03) 5. Useless (The Kruder + Dorfmeister Session) (9:10) 6. Useless (CJ Bolland Funky Sub Mix) (5:38) 7. Useless (Air 20 Mix) (7:56) 8. Useless (Live) (5:21) - Ce CD est la réédition de 2004. - Inclus les clips de Barrel of a Gun et de It's No Good. CDReprise / n/a (US) 1. Useless (Album Edit) (4:44) 2. Useless (5:12) - Toutes les chansons sont composées par Martin L. Gore. - La version live de Useless a été enregistrée le 10 avril 1997 à Londres, Angleterre. |

## HomeetUseless
Home et Useless sont sortis en novembre 1997 en double face A en Amérique du Nord. La jaquette avant est celle du single Home avec la liste des chansons de celui-ci, tandis que la jaquette arrière est celle du single Useless avec la liste des chansons de ce dernier.

### États-Unis
7"Reprise / 7-17314 :
1. Home" (5:46)
2. Useless [CJ Bolland Ultrasonar Edit]" (4:06)

CDReprise / 9 17314-2 :
1. Home" (5:46)
2. Home [Air "Around the Golf" Remix]" (3:58)
3. Useless [CJ Bolland Ultrasonar Edit]" (4:06)

- Sorti le 18 novembre.

CDReprise / 9 43906-2 :
1. Home" (5:46)
2. Home [Grantby Mix] (4:38)
3. Home [LFO Meant to Be] (4:26)
4. Home [The Noodles and The Damage Done] (6:22)
5. Useless [CJ Bolland Ultrasonar Mix] (6:00)
6. Useless [CJ Bolland Funky Sub Mix] (5:38)
7. Useless [Kruder + Dorfmeister Session] (9:10)
8. Useless [Escape from Wherever: Parts 1 & 2] (7:15)
9. Barrel of a Gun (Video)
10. It's No Good (Video)
11. Home (Video)
12. Useless (Video)

- Sorti le 11 novembre.
- Le CD peut être inséré dans un PC qui remplit les exigences et on peut voir les vidéos de Barrel of a Gun, It's No Good, Home et Useless.
- Toutes les chansons sont l’œuvre de Martin L. Gore.
- Martin Gore est au chant sur Home, Dave Gahan sur Useless.

## Classements
| Pays        | Meilleure position |
| ----------- | ------------------ |
| Allemagne   | 16                 |
| Finlande    | 17                 |
| Pologne     | 25                 |
| Royaume-Uni | 28                 |
| Suède       | 10                 |